# Bluenose II
Bluenose II ist ein Nachbau des Segelschoners und Fischfangschiffes Bluenose. Sie wurde 1963 für die Brauerei „Oland & Sons“ zu Promotionszwecken gebaut. 1971 wurde sie zum Goodwill-Botschafter Nova Scotias erklärt.

## Geschichte
Die Brauerei „Oland & Sons“ aus Halifax (Nova Scotia) plante zu Promotionszwecken, besonders als Werbung für das vom Auftraggeber gebraute „Schooner Beer“, den originalgetreuen Nachbau der 1946 gesunkenen Bluenose. Diese war in der Region aufgrund ihrer Schnelligkeit berühmt geworden. Den Auftrag erhielt die Werft „Smith & Rhuland“, auf der bereits das Original entstanden war. So waren am Neubau teilweise Arbeiter beteiligt, die schon beim Bau der Bluenose eingesetzt waren. Auch wurde der ehemalige Kapitän der Bluenose, Angus J. Walters, beim Neuentwurf eingebunden. Für die Bausumme von knapp 300.000 Kanadischen Dollar entstand der neue Schoner, der sich nur im Innenausbau vom Original unterscheidet. An Stelle der Laderäume wurden teilweise Luxuskabinen eingebaut. Außerdem erhielt die neue Bluenose zusätzlich einen Dieselmotor. Am 24. Juli 1963 lief das Schiff vom Stapel.
1971 wurde sie für einen Dollar an die Regierung von Nova Scotia verkauft. Nachdem das Schiff einige Jahre durch den Bundesstaat selbst bereedert worden war, wurde es dem „Bluenose II Preservation Trust“ übereignet. Die Stiftung sollte den Schoner komplett restaurieren und weiterhin für die Bevölkerung von Nova Scotia betreiben. Im Winter 1994–1995 wurde der Schiffsrumpf wiederhergestellt und im Mai 1995 wurde das Schiff wieder in Betrieb genommen.
Die Stiftung betrieb die Bluenose II bis zum 31. März 2005. An diesem Datum übergab die Regierung von Nova Scotia das Schiff in die Verantwortung der „Lunenburg Marine Museum Society“ im „Fisheries Museum of the Atlantic“. In einer umstrittenen Entscheidung weigerte sich der Vorstand der Stiftung, Senator Wilfred Moore, die über 600.000 Dollar, die die Stiftung im Namen des Schoners gesammelt hatte, an den neuen Betreiber herauszugeben. Erst im Juli 2012 willigte Moore ein, das Vermögen der Stiftung an die Provinz zu übergeben, entband die Stiftung jedoch nicht von der Buchführung.
Joan Roue, eine Urenkelin des Bluenose-Konstrukteurs W. J. Roue, plante ab 2006 einen weiteren Nachbau der Bluenose. Sie gab an, dass die Bluenose II nicht mehr hochseetauglich sei und deshalb ihre Aufgabe als Botschafterin der Provinz nicht mehr wahrnehmen könne. Die Provinzregierung von Nova Scotia untersagte ihr jedoch die Nutzung des Namens, da die Namensrechte bei der Regierung lägen. Außerdem sei die Bluenose II noch seetüchtig und daher ein Neubau nicht nötig. Im Mai 2009 kam es dann mit einer neuen Provinzregierung zu einer Einigung, in deren Folge die Regierung ihre Unterstützung zu einer umfassenden Restaurierung der Bluenose II ankündigte. Das Gesamtvolumen des Projektes wurde auf 14,8 Millionen Dollar geschätzt.
Im Juli 2010 vergab die Regierung einen Vertrag von 12,5 Millionen Dollar für die Wiederherstellung von Bluenose II an ein Konsortium aus drei örtlichen Werften.
Im folgenden Jahr wurden die Bluenose II in großen Teilen einschließlich des Kiels neu aufgebaut, die Maße der Aufbauten teilweise verändert. Lediglich das Rigg, die Deckskisten sowie die Maschine blieben im Urzustand erhalten. Der Stapellauf des Refit erfolgte am 29. September 2012, nach Festlichkeiten im „Fisheries Museum of the Atlantic“ wurde das Schiff erneut aufgeslippt, um die noch fehlenden Arbeiten abzuschließen. Am 6. September 2013 wurde die Bluenose II dann endgültig zu Wasser gelassen, die Renovierung jedoch erst im Sommer 2016 endgültig abgeschlossen. Die Gesamtkosten werden zwischen 16 Millionen Dollar
und über 19 Millionen Dollar beziffert.
Während dieser Zeit wurde das Projekt zur  Bluenose II  in den sogenannten „Sponsorship scandal“ verwickelt. Die Bundesregierung hatte dem Schoner 2,3 Millionen Dollar über ein Beratungsunternehmen zugesprochen, tatsächlich erreichte es aber nur ein wesentlich kleinerer Betrag.
Bluenose II dient als Goodwill-Botschafter, Touristenattraktion in Lunenburg und Symbol der Provinz. Während des Sommers besucht sie Häfen rund um Nova Scotia und segelt häufig zu anderen Häfen auf der östlichen Küste. Zu Ehren ihres Vorgängers nimmt das Schiff jedoch nicht an Regatten teil. Der Betrieb wird über Spenden, Reisebuchungen sowie den Verkauf von Souvenirs im Laden des „Fisheries Museum of the Atlantic“ finanziert.